# 解系
解 系（かい けい、? - 300年）は、中国西晋時代の政治家・将軍。字は少連。済南郡著県の出身。

## 生涯
父の解脩は魏の時代に琅邪太守・梁州刺史を歴任し、その治績は天下第一と称えられ、西晋が興ると梁鄒侯に封じられた。
解系は2人の弟（解結・解育）と共に清廉潔白と評判であり、高い名声を得ていた。当時、荀勗の一族が隆盛であり、朝臣・庶民は彼らを畏れ憚っていた。ある時、荀勗の諸子は解系らへ「我と卿は友人であるだろう。我に向かって正式に拝礼すべきではないか」と詰め寄り、荀勗もまた「我も先の使君（解脩）とは親交を深めていたのだぞ」と迫った。これに解系は「先君（解脩）からはそのような遺教を承っていない。もし公（荀勗）が先君と親交厚かったならば、かつての困苦に際して便りの一つでも送っていたはずであろう。親交が厚かったなどと、どうして承服出来ようか」と返したので、荀勗父子は大いに恥じらったという。当時の人はこの振る舞いを『壮（勇ましく盛んである様）』であると称えた。
後に公府掾として招聘され、中書黄門侍郎・散騎常侍・豫州刺史を歴任し、尚書にまで昇った。やがて地方へ出鎮すると、雍州刺史・揚烈将軍・西戎校尉に任じられ、仮節を与えられた。
294年、趙王司馬倫は鎮西将軍として長安を統治していたが、関中を混乱させて氐・羌の反発を招いてしまった。その結果、匈奴の郝度元は馮翊や北地にいる馬蘭羌・盧水胡（いずれも異民族の名称）と共に挙兵するに至り、彼らは北地郡太守張損を殺害し、さらに馮翊太守欧陽建の軍を撃破した。解系は司馬倫と共に反乱鎮圧に当たったが、司馬倫は言葉巧みに媚び諂う孫秀を信任しており、解系と孫秀は軍事方針について対立して言い争うようになった。彼らは互いに朝廷へ作戦案を奏上したが、朝廷は解系が正道を守っていて不撓な人物であることを知っていたので、解系の主張が認められて司馬倫は更迭されることとなり、代わりに梁王司馬肜が征西大将軍・都督雍涼二州諸軍事に任じられた。この時、解系は弟の解結と共に、司馬倫の側近孫秀を処刑して関中の氐・羌に謝罪するべきだと主張した。朝廷の第一人者であった張華はこの事を司馬肜に伝えると、司馬肜は孫秀の処刑に一度は同意したものの、孫秀の友人である辛冉が司馬肜に許しを請うたので、孫秀の死罪は免じられる事となり、結果的に解系の献策は取り上げられなかった。
8月、解系は郝度元らの討伐に赴くも撃退された。解系の懸念通り秦州・雍州の氐・羌もまた晋朝に反旗を翻し、氐族の長である斉万年を帝に推戴した。
297年1月、司馬肜・安西将軍夏侯駿が斉万年討伐の兵を挙げると、解系は周処・盧播等と共にこれに従軍した。討伐軍は六陌に進んだものの、司馬肜らは周処を陥れるために敢えて無謀な突撃を命じたので、斉万年の前に敗れ去る事となった。その後、司馬倫と孫秀はかつての恨みから解系を讒言したので、これにより解系は陥れられて免官となった。解系は白服（喪服）を着たまま家に戻ると、門を閉じて謹慎した。
300年4月、司馬倫・孫秀らは政変を決行して皇后賈南風とその一派を尽く排斥した。司馬倫には帝位簒奪の野心があったので、孫秀と謀議して朝廷で声望ある者を除く事に決めた。司馬倫は過去の一件から解系兄弟を怨んでいたので、解系は同じく司馬倫と対立していた張華・裴頠と共に捕らえられた。かつての上司である司馬肜はこの措置に反発して解系らを救おうとしたが、司馬倫は怒り「我は水の中で見える蟹ですら憎んでいるのだ、ましてや人間の兄弟に軽んじられているならばなおさらであろう！もしこれに耐えられるのであれば、他に耐えられない事があろうか！」と述べた。司馬肜はなおも司馬倫と苦しくも言い争ったが、司馬倫は構わずに解系を処刑してしまい、彼の妻子と兄弟の解結も連座して処刑された。
後に斉王司馬冏が挙兵すると、裴頠や解系の誅殺は最大の冤罪であると宣言した。後に司馬倫・孫秀が誅殺されると斉王司馬冏は奏上し、解系・解結は共に品性・道徳が高潔であり、司馬倫に殺されたのは冤罪であると訴えた。また、国政の参謀8人もまた議論し、解系らは清廉潔白であったものの、邪悪な者に深く恨まれて無実で横殺されたと訴えた。
302年、解系の名誉は回復される事となり、光禄大夫を追贈されて改葬され、さらに弔祭を加えられた。

## 伝記資料
- 『晋書』巻60 列伝第30
- 『資治通鑑』巻82 - 巻83